# Koncert (obraz)

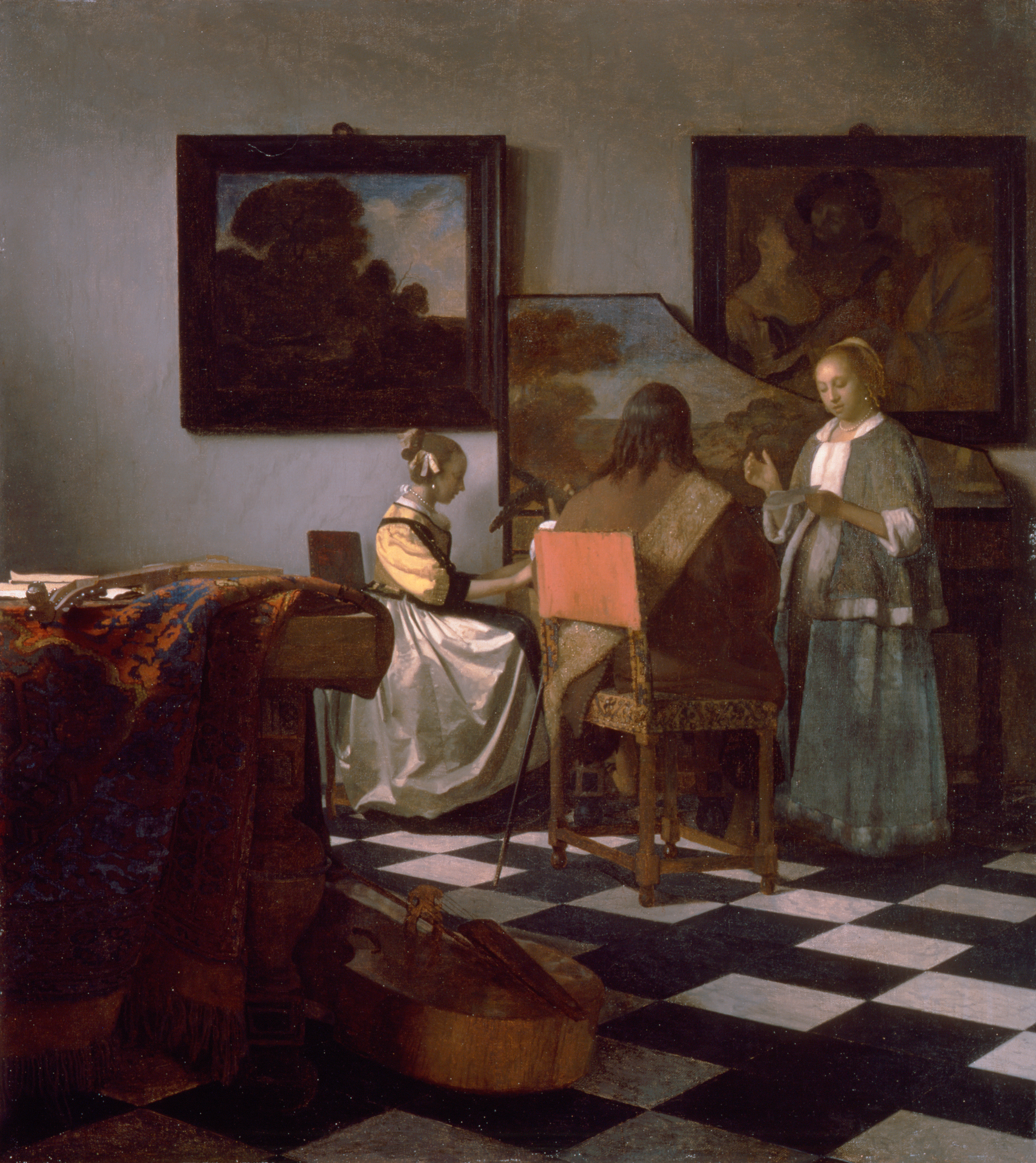
Jan Vermeer, Koncert, 1658–1664

Koncert (nizozemsky Het concert) je obraz Jana Vermeera datovaný do období let 1658–1664. Plátno není signováno.

## Historie
Osudy obrazu jsou dosti pohnuté. Dlouho nebylo známo nic o jeho uložení, objevil se opět teprve roku 1780. Roku 1892 obraz získala za 5 000 dolarů v Paříži na dražbě pozůstalosti po francouzském historikovi umění a sběrateli Étiennu Thoré-Bürgerovi Isabella Stewart Gardner a vystavila jej v Isabella Stewart Gardner Museum v Bostonu, otevřeném roku 1903. Odtud byl v noci na 18. března roku 1990 ukraden spolu s dalšími dvanácti uměleckými díly (tři obrazy od Rembrandta, čtyři od Edgara Degas, jeden od Édouarda Maneta a jeden od Govaerta Flincka). Obraz, který nebyl dodnes nalezen, náleží k nejdražším ukradeným obrazům vůbec – jeho cena se odhaduje na 200 000 000 USD.

## Popis
Obraz (olejomalba na plátně, rozměry 72,5 x 64,7 cm) představuje scénu v bohatém interiéru. Místnost s oknem na levé straně má podlahu pokrytou velkými černými a bílými dlaždicemi. V popředí na levé straně je vidět část shrnutou drapérií pokrytého stolu s hudebními nástroji – na stole leží cistra a u jeho nohy viola da gamba. U zadní stěny místnosti se odehrává ústřední scéna obrazu – koncert. Mladá žena, sedící bokem k divákovi, hraje na cembalo, loutnista, jenž ji doprovází, je k divákovi obrácen zády. Třetí z postav, další mladá žena, ve stoje zpívá. Téma hudby, které je na obraze ještě dále zdůrazněno výše zmíněnými hudebními nástroji v popředí, v nizozemském malířství Vermeerovy doby naznačovalo lásku a svádění, tedy motiv, jenž je ve výjevu ještě zdůrazněn přítomností bujarého obrazu Kuplířka Dircka van Baburena.

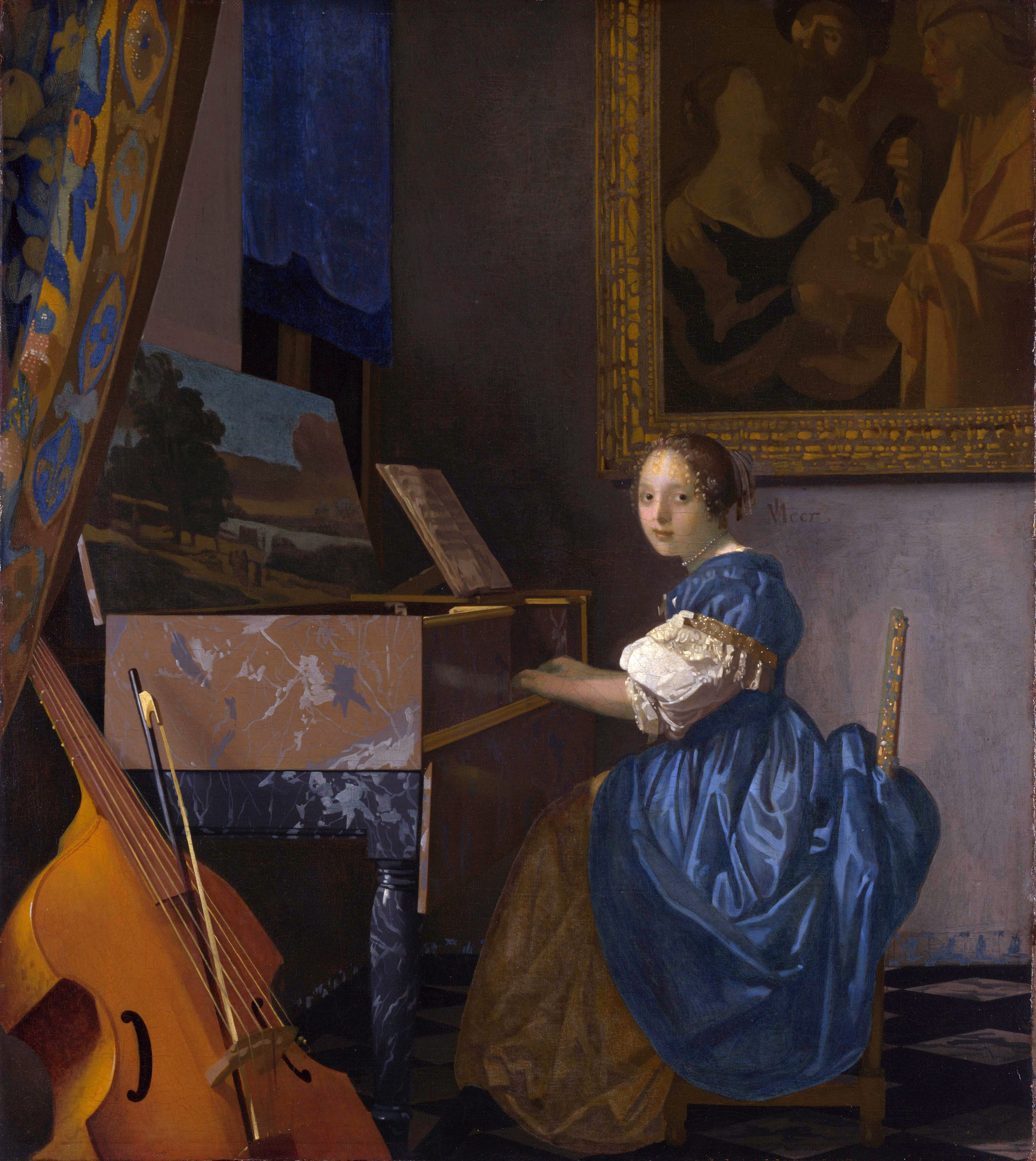
Jan Vermeer, Sedící dáma u spinetu, cca 1672.

Ten je jedním ze dvou obrazů, jež visí na stěně za muzicírujícím triem. Vlevo visí pastorální krajina, obraz napravo je výše zmíněná malba od Dircka van Baburena; ta byla ve vlastnictví Vermeerovy tchyně a malíře pravděpodobně inspirovala k vytvoření obrazu U kuplířky s podobným námětem. Kromě obrazu Koncert se tato malba objevila i na dalším Vermeerově obrazu Sedící dáma u spinetu, který vznikl zhruba šest let po Koncertu. Další obraz tvoří malba arkadské krajiny na zdviženém víku harpsichordu mezi oběma obrazy na stěně.